# Ōgimachi
Ōgimachi (正親町, 18 de junho de 1517 – 6 de fevereiro de 1593) foi o 106º imperador do Japão, na lista tradicional de sucessão. Pertencia ao Ramo Jimyōin-tō da Família Imperial. Seu reinado abrangeu os anos de 1557 a 1586.

## Vida
Antes de ascender ao Trono do Crisântemo, seu nome pessoal era Michihito. Foi o filho mais velho do imperador Go-Nara. Sua mãe foi Madenokōji Eiko, que mais tarde adotou o nome budista de Seikō-in; filha de Madenokōji Katafusa, líder de um dos ramos do Clã Fujiwara.
Em 1560, Ōgimachi foi proclamado Imperador. As cerimônias de coroação foram possíveis porque foram pagas por Mōri Motonari e outros. Quatro meses depois, Imagawa Yoshimoto liderou o exército da província de Suruga em direção a Quioto, ao passarem pela província de Owari, território dos Oda foram barrados pelas forças de Oda Nobunaga na Batalha de Okehazama, nesta o exército de Imagawa foi derrotado e ele foi morto. Então Nobunaga assumiu a província de Owari. Tokugawa Ieyasu assumiu a província de Mikawa e tornou-se mestre do Castelo de Okazaki.
Em 1564, Oda Nobunaga completou a conquista da Província de Mino; e reconstruiu o castelo em Gifu.  Em 1568, Ashikaga Yoshihide se tornou shōgun, mas morreu poucos meses depois de uma doença contagiosa.
De uma maneira geral havia uma forte crise econômica na Corte durante seu mandato. Essa tendência se inverteu após Oda Nobunaga' entrar em Quioto e pagar a maioria das dívidas como demonstração de lealdade, sua e do clã Oda. Frequentemente Nobunaga utilizava o Imperador como um mediador na lutar contra seus inimigos, trabalhou para unificar os elementos díspares ao Japão. No entanto, por volta de 1573, Nobunaga começou a exigir a abdicação do imperador, mas este recusou.
Antes que o poder político fosse transferido para Toyotomi Hideyoshi, após o assassinato de Nobunaga a fim de aproveitar a autoridade de Ōgimachi, o poder da Família Imperial foi aumentado. Desta forma, Hideyoshi e a Família Imperial mantiveram um relacionamento que foi mutuamente benéfico.
No início de 1586, o agora kanpaku Hideyoshi em mais uma prova de ostentação, mandou que sua Sala do Chá de Ouro portátil fosse levada ao Palácio Imperial em Quioto para servir o imperador.
Em 1586, o imperador Ōgimachi abdicou em favor de seu neto, o príncipe imperial Katahito, que se tornou o imperador Go-Yōzei. Ōgimachi então se retirou para o Palácio de Sennda e em 6 de fevereiro de 1593, veio a falecer. Ōgimachi é consagrado junto com outros imperadores na tumba imperial chamada Fukakusa no kita no misasagi, em Fushimi-ku, Kyoto.